# Ctenotus iapetus
Ctenotus iapetus este o specie de șopârle din genul Ctenotus, familia Scincidae, descrisă de Storr 1975. Conform Catalogue of Life specia Ctenotus iapetus nu are subspecii cunoscute.